# 2008-as közép-ázsiai energiaválság

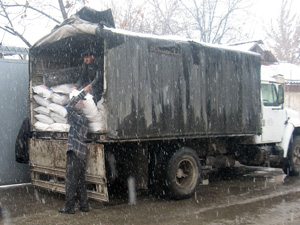
Tádzsikisztán 2007 és 2008 telén

A 2008-as közép-ázsiai energiaválság egy hirtelen fellépett energiahiány volt Közép-Ázsiában.
2008-as közép-ázsiai energiaválsághoz hozzájárult a hihetetlenül nagy hideg, az élelem és a nyersolaj árának emelkedése is. Ezek együttes hatása jelentősen megnehezítette 2007 és 2008 telét Közép-Ázsiában. A Nemzetközi Vöröskereszt, az Amerikai Egyesült Államok és társadalmi szervezetek segítették a megszorult régiókat. Az Amerikai Egyesült Államok egyes hírforrásai szerint több mint két millió embert veszélyeztetett éhínség. Tádzsikisztánban volt a legnehezebb a helyzet, de az energiaválság Kirgizisztánt, Üzbegisztánt és Türkmenisztán is érintette.